# You Give Love a Bad Name
"You Give Love a Bad Name" är en låt av det amerikanska rockbandet Bon Jovi från deras tredje platta Slippery When Wet. Låten är skriven av Jon Bon Jovi, Richie Sambora och Desmond Child och släpptes som första singel från plattan. Låten var den första singeln från Bon Jovi att placerade sig på Billboard Hot 100:s förstaplats och blev i och med det Bon Jovis första listetta.

## Låtinfo
You Give Love a Bad Name handlar om en icke namngiven kvinna som har lämnat sin käraste. Trots att sången ursprungligen skrevs åt bandet Loverboy spelades den in av Bon Jovi. Det sägs att den inhyrda låtskrivaren Desmond Child är den som har bidragit med mest låtskrivande på låten. Desmond Child kom för övrigt på titeln till låten. 

## Musikvideon
You Give Love a Bad Name  är den enda videon från Slippery When Wet som är helt och hållet i färg. Låten innehåller mest film på Jon Bon Jovi, men innehåller även resten av bandet på scen. Precis som Livin' on a Prayer spelades videon in i Rochester, Mayo Civic Center.

## Coverversioner
Blake Lewis från American Idol framförde Bad Name i ett mer beat-boxarrangemang den 1 maj 2007. Framträdandet rankades efteråt som det sjätte bästa framträdandet på American Idol någonsin. I finalen av American Idol framförde Blake Bad Name som en av sina tre finallåtar. Blake släppte låten som singel kort efter American Idol-finalen. Den tog sig till fjärde plats på I-tunes topplista och 18:e plats på Billboard Hot 100. 
Metalcore bandet Atreyu spelade även in en version av låten till sin platta The Curse, 2004. Popartisten Mandaryna släppte You Give Love a Bad Name som andrasingel från sin platta. Låten tog sig till en förstaplats på den polska topplistan.
En del kritiker har påstått att låtens refräng har samma struktur som Bonnie Tylers If You Were A Women And I Was A Man. Även den låten skrevs av Desmond Child. Desmond har själv erkänt att han använde vissa bitar från Bonnie Tylers låt till You Give Love a Bad Name. 